# Звонар Богородичине цркве
Богородичина црква у Паризу или Звонар Богородичине цркве (фр. Notre-Dame de Paris) је француски роман који је написао Виктор Иго, 1831. године. 
У првом плану нису историјски и измишљени ликови који се помињу у роману, већ је акценат стављен на живот средњовековног Париза и готску катедралу Нотр Дам.
По овом делу је снимљен већи број филмова, телевизијских серија и уметничких перформанса и балета.

## Настанак романа
Повод за настанак књиге је била ауторова фасцинација велелепним здањем, Богородичином црквом У Паризу која је изграђена у готском стилу. Настојао је да сачува вредности француске културе у времену великих промена и експанзије кад су порушене многе грађевине које су рађене у традиционално француском готском стилу. Хтео је да подигне свест људи о вредности и очувању традиционалних грађевина.

## Радња
Радња романа се одвија у Паризу, јануара 1482. године, за време владавине Лујa XI, у и око Богородичине цркве оглашавањем звона на цркви у знак празника Богојављења.
На почетку писац описује Квазимода, наказног, глувог и хромог грбавца који је остављен на прагу цркве где га је пронашао и прихватио архиђакон Клод Фроло. Даље прича описује шеснаестогодишњу Ромкињу Есмералду која плеше на градском тргу и којом је архиђакон фасциниран упркос ставовима цркве и црквеним правилима. У причи се даље спомињу млади писац Гренгоар и официр Фебус који спречавају киднаповање Есмералде од стране Квазимода који је то невољно урадио по наређењу архиђакона Фрола. Есмералда постаје опчињена Фебусом који је спасио, а Фроло једном приликом у нападу љубоморе убада Фебуса ножем и за његов покушај убиства оптужује Есмералду, коју су оптужили и за вештичарство. Осуђују је на смрт вешањем кад је Фроло посећује у тамници кога она препознаје као нападача и нуди јој спас уколико приста да се уда за њега. Она га одбија и одводе је на вешање. Тад се појављује Квазимодо који отима Есмералду и одводи је у катедралу чиме је спашава зато што закон налаже да држава нема овлашћена унутар зидина катедрале. Услед неспоразуме и лажи од стране Фрола Гренгоар са разбојницима покушава да спаси Есмералду мислећи да је она на силу задржана у катедрали и одводи је, али њену локацију властима открива Фроло и они је опет хапсе. Следећег дана је вешају на градском тргу што са терасе катедрале то посматра Фроло и смеје се. Видевши ту сцену, Квазимодо гура Фрола, који пада са катедрале и погине. Након тога се и Квазимоду губи сваки траг.
Много година касније Квазимодов скелет је пронађен у костурници, масовној гробници где су бацана тела сиромаха које није имао ко да сахрани и злочинаца. Он је нашао њен леш, загрлио је и остао вечно поред ње.

## Ликови
Квазимодо - глуви и хроми грбавац кога је неко још као бебу оставио на прагу цркве где га проналази архиђакон Клод и прихвата га и одгаја у Богородичиној цркви, где касније постаје звонар.
Клод Фроло - архиђакон цркве који је и поред строгих црквених правила заљубљен у Есмералду.
Есмералда - шеснаестогодишња ромкиња која плеше на градском тргу код цркве. Заљубљена у Фебуса, капетана краљевих војника.
Фебус - капетан вода краљеве гарде.

## Културни значај
Након огромног успеха романа аутор је успео у својој намери да подигне свест о очувању традиционалне француске готске градње и подстакао настајање покрета за очување и ревитализацију готичке архитектуре. То је у 19. веку довело до великих радова и реновирања Нотр Дама и велики део данашњег изгледа је резултат те обнове.